# Ethan Pinnock
Ethan Rupert Pinnock, né le 29 mai 1993 à Lambeth, est un footballeur international jamaïcain qui évolue au poste de défenseur central au Brentford FC.

## Biographie

### Carrière en club
Formé à Millwall, son premier club est Dulwich Hamlet, avec lequel il joue de 2010 à 2016. 
Le 21 juin 2016, il rejoint Forest Green Rovers Le 30 juin 2017, il rejoint Barnsley. Le 2 juillet 2019, il rejoint rejoint Brentford.

## Palmarès

### Distinctions personnelles
- Membre de l'équipe-type de troisième division anglaise en 2019.
- Membre de l'équipe-type de deuxième division anglaise en 2021.